# Escuela de Gobierno y Gestión Pública de la Universidad de Chile
La Escuela de Gobierno y Gestión Pública es una escuela de pregrado de la Universidad de Chile, dependiente de la Facultad de Gobierno. Actualmente, y posterior al Terremoto del 27 de febrero de 2010, se encuentra funcionando en una sede temporal en Huérfanos 1724, comuna de Santiago, a la espera de la construcción del edificio definitivo que albergará a la Facultad de Gobierno en Av. Vicuña Mackenna 20. Imparte las carreras profesionales de Administración Pública, Licenciatura en Ciencias Políticas y Gubernamentales con Mención en Gestión Pública o Ciencia Política, siendo la primera escuela de este tipo creada en Chile. Desde 2019 se imparte la carrera profesional de Ciencia Política, Licenciatura en Ciencia Política. En este contexto, pretende formar profesionales para el servicio público, expertos en el conocimiento del Estado y la administración pública y diversos ámbitos del quehacer político. 
A esta Escuela le corresponde administrar y coordinar la docencia, de acuerdo a las políticas establecidas por la Universidad y por el Instituto de Asuntos Públicos y también coordinar la planificación, programación y realización de las actividades curriculares relativas a los grados de Licenciado en Ciencias Políticas y Gubernamentales  (menciones en Gestión Pública o Ciencia Política), Licenciado en Ciencia Política y a los títulos profesionales de Aadministrador público y politólogo en un proceso que dura 10 semestres, para cada plan de formación.
El 14 de junio de 2022, el Instituto de Asuntos Públicos se transformó en la Facultad de gobierno de la universidad de chile, después de un intenso proceso en el senado universitario de la entidad.

## Historia
La antigua Escuela de Ciencias Políticas y Administrativas fue creada por decreto supremo del Ministerio de Educación, el 12 de agosto de 1954, dependiente de la Facultad de Ciencias Jurídicas y Sociales de la Universidad de Chile, e inició sus actividades el 15 de marzo de 1955. Actualmente la Escuela está adscrita al Instituto de Asuntos Públicos de la Universidad de Chile, creado el 20 de noviembre del 2001.
Su primer director fue el Profesor Enrique Silva Cimma a quien correspondió su organización hasta fines de 1954. Desde 1955 y hasta 1965, por 10 años, fue su Director el profesor Jorge Guzmán Dinator. Desde 1967 hasta 1969, fue director de la Escuela el ex presidente de Chile, Ricardo Lagos Escobar. En septiembre de 1969, por aplicación de la reforma universitaria de la época, se elige y es nombrado Director de la Escuela, el primer Administrador Público de las generaciones formadas en esta Escuela, el profesor Álvaro Drapkin. A partir de 1974 se dictan los primeros cursos de postgrado y se ofrecen cursos de capacitación para funcionarios públicos.
Durante la Dictadura Militar de Augusto Pinochet, la Escuela permaneció cerrada, hasta su reapertura en la década de los 90. Actualmente la Escuela se denomina Escuela de Gobierno y Gestión Pública y depende del Instituto de Asuntos Públicos de la Universidad de Chile. Sus últimos directores han sido el Economista y Académico Leonardo Letelier Saavedra, quien ejerció en calidad de subrogante, desde el año 2007 hasta el año 2009, fecha en la que asumió Cristian Pliscoff Varas Archivado el 18 de junio de 2016 en Wayback Machine., Administrador Público, PhD en Administración Pública y Académico, como Director titular. En 2013, tras la renuncia de Cristian Pliscoff a la dirección, asume la Administradora Pública, PhD en Ciencias de la Gestión y Académica Verónica Figueroa Huencho, siendo la primera mujer en la historia de la EGGP en tomar este cargo con carácter titular. El actual Director de la Escuela de Gobierno y Gestión Pública es el también Administrador Público y Académico Ariel Ramírez Orrego, quien asumió en 2016.
A partir de 2019 imparte la carrera de ciencia política, asumiendo la jefatura de carrera la Académica Claudia Heiss Bendersky.

## Aportes al desarrollo disciplinario de la Administración Pública
La creación de la Escuela ha tenido, a lo largo de los años, importantes y significativos aportes en los ámbitos académicos, gubernamental, administrativo y del Estado y, en el desarrollo profesional del país, así como en el ámbito internacional en la formación de líderes políticos de varios países de América.

### Académicos
La Escuela ha sido pionera en el desarrollo del campo científico de la Ciencia Política, el Gobierno y la Administración del Estado, en el ámbito de la educación superior. La evolución de estos estudios ha posibilitado su expansión, profundización y especialización. Otras facultades como Economía e Ingeniería, también han incorporado estas materias en su ámbito de quehacer.
A partir de 1981, otras universidades públicas y privadas han creado escuelas similares, como la Universidad de Santiago, la Universidad Central, la Academia de Humanismo Cristiano, la Universidad Tecnológica Metropolitana, la Universidad de Concepción, la Universidad de Los Lagos y la Universidad de Antofagasta, todas las cuales tomaron como modelo los planes de estudio de la Escuela de Gobierno de la Universidad de Chile.

### Gubernamentales
La Universidad de Chile y particularmente la Escuela, han incorporado conceptos e instrumentos científico-tecnológicos, a la racionalización y modernización de la administración del Estado, a partir de 1954. Con anterioridad los procesos de cambio en la Administración Pública se hicieron con asesorías de misiones extranjeras. Desde fines de los años 50 participan profesionales de esta Escuela en diversas iniciativas de modernización, entre estas iniciativas surgen la Oficina de Planificación Nacional (ODEPLAN), la Oficina de Organización y Métodos y La Escuela Nacional de Capacitación de Funcionarios. 
Desde entonces la Escuela participa con sus profesores y profesionales en diferentes instancias de modernización de la Administración Pública, como por ejemplo en la Comisión Especial de Racionalización de la Administración Pública (1964 - 1970), en la Comisión Nacional de la Reforma Administrativa (1973 a 1981), en el actual Comité Interministerial de Modernización del Estado y en la actual Subsecretaría de Desarrollo Administrativo (SUBDERE) y otros organismos.

### Profesionales
La Universidad de Chile es la fundadora de las profesiones del país. Creó e incorporó la profesión de Administrador Público en el ámbito profesional chileno, habiendo entregado más de 3.000 profesionales a la fecha (2006), que han aportado significativamente a los procesos de perfeccionamiento y modernización de la Administración del Estado.
El Administrador Público Profesional, corresponde a las nuevas profesiones que surgieron en el transcurso del siglo XX con rasgos diferentes a las profesiones liberales tradicionales originadas en el siglo XIX. Se caracteriza por su doble condición de ser un profesional generalista y especialista al mismo tiempo: generalista en cuanto es capaz de generar visiones integrales y multifuncionales de los problemas que trata y de asumir la coordinación de esfuerzos de especialistas en muy variadas materias; y especialista en cuanto domina los principios y técnicas de la administración, aplicados al ámbito de lo público.

### Internacionales
En la Escuela, en diferentes etapas, se han formado líderes políticos de varios países americanos, llegando a ser Vicepresidentes, Senadores y Diplomáticos de sus países. Asimismo, Administradores Públicos chilenos se desempeñan actualmente en diferentes Organismos Internacionales en Chile y el extranjero, y en Misiones diplomáticas de Chile en el exterior.

## Egresados Destacados/as
- Nelson Ávila, Ex Diputado y Senador de la República.
- Lautaro Carmona Soto, Ex Diputado de la República de Chile.
- Germán Codina Powers, alcalde de Puente Alto.
- Leopoldo Pérez, Diputado de la República de Chile.
- Camila Rojas Valderrama, Ex Presidenta de la Fech y Diputada de la República de Chile.
- Eduardo Tapia Riepel, diplomático chileno.
- Pedro Sabat, exalcalde y concejal de Ñuñoa.
- Ana María García Barzelatto, abogada y Administradora Pública.[4]